# Синергия
Синерги́я (греч. συνεργία «сотрудничество, содействие, помощь, соучастие, сообщничество» от др.-греч. σύν «вместе» + ἔργον «дело, труд, работа, (воз)действие») — усиливающий эффект взаимодействия двух или более факторов, характеризующийся тем, что совместное действие этих факторов существенно превосходит простую сумму действий каждого из указанных факторов; эмерджентность.
Например:
- соединение (синергизм) двух и более кусков радиоактивного материала, превышающее критическую массу, даёт выделение энергии, превосходящее простое суммирование излучения энергии каждым из отдельных кусков;
- знания и усилия нескольких человек могут организовываться таким образом, что они взаимно усиливаются;
- прибыль после слияния двух компаний может превосходить сумму прибылей этих компаний до объединения.

## Синергия в естественных науках
- Под синергизмом и противоположным ему антагонизмом в биологии (физиологии) подразумеваются реакции движения и гомеостаза, проявляющиеся как солидарность или разобщённость функционирования органов (например, мышц синергистов и антагонистов), и/или систем[источник не указан 5177 дней] в достижении максимальных усилий движения, или регулированного поступательного координированного движения (фиксации).
- Под синергизмом в биологии развития системогенез по материальному носителю и функции различают: первичный системогенез — синергогенез; соматогенез — это сложные межклеточные взаимодействия и гомеостаз (физиология, биохимия); морфогенез — уровень клеточного и тканевого роста и формообразования.
- Под синергизмом в медицине понимается комбинированное действие веществ на организм, при котором суммированный эффект превышает действие, оказываемое каждым компонентом в отдельности[3] (смотри также потенцирование).

## Синергия в религии
В православии, католицизме и многих других христианских конфессиях под синергией понимается совместное усилие человека и Бога в деле подвига и спасения, взаимодействие человеческой свободы и Благодати. Синергию Бога и человека в этом процессе Макарий Великий поясняет следующим примером:

Хотя младенец бессилен сам что-либо сделать и не может на своих ногах подойти к матери, однако же он, ища матери, движется, кричит и плачет. И мать сжаливается над ним; она рада, что дитя с таким усилием и воплем ищет её. А так как младенец не может прийти к ней, то сама мать, преодолеваемая любовью к младенцу, за долгое его искание, подходит к нему и с большой нежностью берёт, ласкает и кормит его. То же самое делает и человеколюбивый Бог с душою, которая приходит и взыскует Его.
— 
В соответствии с православным учением, сама жизнь созидается в синергизме свободной воли человека и Благодати, причём созидательную роль выполняют обе силы, но нового человека созидает Бог, воля же лишь создаёт для этого необходимые условия.